# تسفي يحزقيلي
زفي (زفيكا) يحكيلي (بالعبرية: צבי (צביקה) יחזקאלי؛ من مواليد 17 أغسطس 1970) صحفي تلفزيوني إسرائيلي ومخرج أفلام وثائقية. وهو معلق على الشؤون العربية ومقدم برنامج على قناة i24 نيوز الإخبارية. حتى يونيو 2024، شغل منصب رئيس قسم الشؤون العربية في قناة "القناة 13"، قسم الأخبار في القناة.